# Trametopsis
Trametopsis of Elfenbankje is een geslacht van schimmels behorend tot de familie Irpicaceae. De wetenschappelijke naam van het geslacht werd voor het eerst in 2008 geldig gepubliceerd door Tomšovský.

## Soorten
Volgens Index Fungorum telt het geslacht drie soorten (peildatum maart 2023):
| Soortnaam                                  | Auteur(s)                                    | Publicatiejaar |
| ------------------------------------------ | -------------------------------------------- | -------------- |
| Trametopsis aborigena                      | Gómez-Mont. & Robledo                        | 2017           |
| Trametopsis brasiliensis                   | (Ryvarden & de Meijer) Gómez-Mont. & Robledo | 2017           |
| Trametopsis cervina (Reebruin elfenbankje) | (Schwein.) Tomšovský                         | 2008           |